# Джоді Кантор
Джоді Кантор (англ. Jodi Kantor; нар. 21 квітня 1975, Нью-Йорк, штат Нью-Йорк, США) — американська журналістка, редакторка та письменниця, співробітниця New York Times. У 2017 році з колегою Меган Туї опублікувала статтю про Гарві Вайнштейна, в якій детально описувалися десятки випадків сексуального насильства. Це спричинило звільнення Вайнштейна і зародило міжнародний рух #MeToo. У 2018 році New York Times була удостоєна Пулітцерівської премії, Кантор і Туї отримали премію Джорджа Полка і були включені до списку 100 найвпливовіших людей року за версією журналу Time. Згодом вони опублікували книгу «Вона сказала» про розслідування справи Вайнштейна. Крім того, Кантор написала книгу «Обама».
У фільмі «Вона сказала» Джоді Кантор зіграла акторка Зої Казан.

## Життєпис
Народилася 1975 року в Нью-Йорку в єврейській родині. Закінчила середню школу в Голмделі, Нью-Джерсі, 1996 року з відзнакою закінчила Колумбійський університет за спеціальністю «історія». Протягом року вивчала іврит в Ізраїлі, згодом протягом одного семестру відвідувала Гарвардську юридичну школу.
Якийсь час Кантор працювала в мерії Нью-Йорка. У 2003 році, після листування з колумністом New York Times Френком Річем, була призначена редакторкою розділу «Мистецтво та дозвілля» у цій газеті. Вважається, що Кантор — наймолодша людина, яка редагувала розділ New York Times. У 2004 році вона була включена до нью-Йоркського бізнес-списку Крейна «40 до 40». 2007 року Кантор почала писати про політику — зокрема, про особливості президентської кампанії та про постать Барака Обами. За її авторством виходили статті про Мішель Обаму, про роль доньок Обами в його кар'єрі, про роль баскетболу в житті президента, про його стосунки з преподобним Єремією Райтом. Восени 2009 року Кантор взяла інтерв'ю у президента та його дружини в Овальному кабінеті.
2012 року Кантор видала книгу «Обама» про те, як сім'я президента пристосовувалася до нового для неї світу Білого дому. Багато рецензентів високо оцінили книгу за вдумливий підхід, глибоке проникнення в тему, жвавість деталей, співчуття автоки героям. Езра Кляйн із The Washington Post назвав «Обаму» однією з найкращих книг про Білий дім.
2016 року Кантор стала співавторкою книги «Ласкаво просимо, біженці» про те, як звичайні канадські громадяни прийняли десятки тисяч сирійців. Ця книга здобула популярність і заслужила високі оцінки по всьому світу, у тому числі з боку прем'єр-міністра Канади Джастіна Трюдо, який назвав її «чудовою та дуже людяною».
5 жовтня 2017 року Джуді Кантор та Меган Туї опублікували результати спільного розслідування діяльності кінопродюсера Гарві Вайнштайна. Вони розповіли про численні сексуальні домагання до акторок та робітниць компанії, про угоди, метою яких було приховати сліди зловживань. У результаті Вайнштайн був звільнений правлінням власної компанії The Weinstein Company. Його членство в Академії кінематографічних мистецтв і наук було анульоване. Жінки по всьому світу почали говорити про пережиті сексуальні домагання та насильство, що стало шоком для всієї індустрії розваг. Хештег #metoo у соціальних мережах з описів негативного досвіду спілкування з впливовими чоловіками переріс у міжнародний рух. Річ Лоурі, редактор National Review, назвав розслідування Кантор і Туї «найвпливовішою журналістською роботою», що повністю змінила країну.
Кантор та Туї написали про своє розслідування книгу, опубліковану у вересні 2019 року у видавництві Penguin Press під назвою «Вона сказала». The Washington Post назвала її «миттєвою класикою журналістських розслідувань». У листопаді 2022 року вийшла однойменна екранізація, у якій Джуді Кантор зіграла Зої Казан.

## Особисте життя
Кантор одружена з Роном Лібером, оглядачем "Ваших грошей" для The New York Times і автором книги "Протилежність зіпсованості". Вони мають двох дочок і живуть у Брукліні, Нью-Йорк. Кантор є прихожанкою реформаторської синагоги в Брукліні..